# Cryptochile
Genre
Taxons de rang inférieur
- Cryptochile affinis (Haag, 1872)
- Cryptochile assimilis (Solier, 1840)
- Cryptochile consita (Haag, 1872)
- Cryptochile costata (Fabricius, 1801)
- Cryptochile echinata (Fabricius, 1781)
- Cryptochile granulata (Haag, 1872)
- Cryptochile grisea Penrith & Endrödy Younga, 1994
- Cryptochile grossa (Erichson, 1843)
- Cryptochile maculata (Fabricius, 1781)
- Cryptochile tomentosa (Herbst, 1799)

Cryptochile est un genre de coléoptères de la famille des Tenebrionidae, de la sous-famille des Pimeliinae, de la tribu des Cryptochilini et de la sous-tribu des Cryptochilina.
noms en synonymie
- Cryptochile elegans Gerstaecker, 1854, un synonyme de Orientochile elegans (Gerstaecker, 1854)